# John Sibbit
John Ephraim "Jack" Sibbit (Manchester, 3 d'abril de 1895 - 5 d'agost de 1950) va ser un ciclista anglès que es dedicà a la pista i que va prendre part en dos Jocs Olímpics, el 1928 i el 1936.
El 1928, a Amsterdam, guanyà la medalla de plata en la prova de tàndem, fent parella amb Ernest Chambers. El 1936, a Berlín, també en tàndem quedà eliminat en quarts de final.
Durant la seva carrera esportiva guanyà nombrosos campionats nacionals de ciclisme en pista.